# Piatra (Constanța megye)
Piatra falu Constanța megyében, Dobrudzsában, Romániában. Közigazgatásilag Mihail Kogălniceanu községhez tartozik. 

## Fekvése
A település az ország délkeleti részén található, Konstancától mintegy huszonhárom kilométerre északnyugatra, a Tașaul-tó közelében.

## Története
Első írásos említése az 1530-1666-os évek közé tehető, Tașağıl (románul: Tașaul) néven, Nasuh Matrakci török történetíró által, aki 1538-ban I. Szulejmán oszmán szultánt kísérte a IV. Péter moldvai fejedelem ellen vívott hadjárat során.
A falu nevét az 1950-es években változtatták Piatra-ra.

## Fordítás
- Ez a szócikk részben vagy egészben  a   Piatra, Constanţa című román Wikipédia-szócikk fordításán alapul.  Az eredeti cikk szerkesztőit annak laptörténete sorolja fel. Ez a jelzés csupán a megfogalmazás eredetét és a szerzői jogokat jelzi, nem szolgál a cikkben szereplő információk forrásmegjelöléseként.